# Matías Núñez
Matías Adrián Núñez (Posadas, 9 ottobre 2000) è un calciatore argentino, centrocampista del Carabobo.

## Carriera
Núñez è cresciuto nel settore giovanile del Racing Club e nel 2022 è stato ceduto in prestito per una stagione all'Agropecuario. Ha debuttato il 18 febbraio nell'incontro di Primera B Nacional perso 1-0 contro l'Estudiantes (RC). All'inizio del 2022 è stato ceduto a titolo definitivo ai Rampla Juniors.

## Statistiche

### Presenze e reti nei club
Statistiche aggiornate al 20 maggio 2024.
| Stagione        | Squadra         | Campionato      | Campionato | Campionato | Coppe nazionali | Coppe nazionali | Coppe nazionali | Coppe continentali | Coppe continentali | Coppe continentali | Altre coppe | Altre coppe | Altre coppe | Totale | Totale | Totale |
| Stagione        | Squadra         | Comp            | Pres       | Reti       | Comp            | Pres            | Reti            | Comp               | Pres               | Reti               | Comp        | Pres        | Reti        | Pres   | Reti   |        |
| --------------- | --------------- | --------------- | ---------- | ---------- | --------------- | --------------- | --------------- | ------------------ | ------------------ | ------------------ | ----------- | ----------- | ----------- | ------ | ------ | ------ |
| 2023            | Agropecuario    | PBN             | 28         | 0          | CA              | 2               | 0               |                    | -                  | -                  |             | -           | -           | 30     | 0      |        |
| 2023            | Rampla Juniors  | SD              | 16         | 2          | CU              | 2               | 0               |                    | -                  | -                  |             | -           | -           | 18     | 2      |        |
| 2024            | Rampla Juniors  | PD              | 8          | 1          | CU              | 0               | 0               |                    | -                  | -                  |             | -           | -           | 8      | 1      |        |
| Totale carriera | Totale carriera | Totale carriera | 52         | 3          |                 | 4               | 0               |                    | -                  | -                  |             | -           | -           | 56     | 3      |        |